# Notomulciber sumatrensis
Notomulciber sumatrensis là một loài bọ cánh cứng trong họ Cerambycidae.